# Атвотер (Міннесота)
Атвотер (англ. Atwater) — місто (англ. city) в США, в окрузі Кендійогі штату Міннесота. Населення — 1124 особи (2020).

## Географія
Атвотер розташований за координатами 45°8′8″ пн. ш. 94°46′37″ зх. д. / 45.13556° пн. ш. 94.77694° зх. д. (45.135492, -94.776877).  За даними Бюро перепису населення США в 2010 році місто мало площу 2,81 км², з яких 2,68 км² — суходіл та 0,13 км² — водойми.

## Демографія
Згідно з переписом 2010 року, у місті мешкали 1133 особи в 468 домогосподарствах у складі 312 родин. Густота населення становила 403 особи/км².  Було 494 помешкання (176/км²).
Расовий склад населення:
| - 97,2 % — білих - 0,3 % — азіатів - 0,1 % — корінних американців - 0,1 % — чорних або афроамериканців - 2,0 % — осіб інших рас |

До двох чи більше рас належало 0,4 %. Частка іспаномовних становила 4,0 % від усіх жителів.
За віковим діапазоном населення розподілялося таким чином: 25,1 % — особи молодші 18 років, 60,2 % — особи у віці 18—64 років, 14,7 % — особи у віці 65 років та старші. Медіана віку мешканця становила 37,7 року. На 100 осіб жіночої статі у місті припадало 96,7 чоловіків;  на 100 жінок у віці від 18 років та старших — 88,7 чоловіків також старших 18 років.
Середній дохід на одне домашнє господарство  становив 53 350 доларів США (медіана — 46 905), а середній дохід на одну сім'ю — 57 237 доларів (медіана — 48 750). Медіана доходів становила 37 625 доларів для чоловіків та 29 605 доларів для жінок. За межею бідності перебувало 18,5 % осіб, у тому числі 33,3 % дітей у віці до 18 років та 6,7 % осіб у віці 65 років та старших.
Цивільне працевлаштоване населення становило 598 осіб. Основні галузі зайнятості: освіта, охорона здоров'я та соціальна допомога — 29,9 %, виробництво — 18,2 %, роздрібна торгівля — 10,4 %, будівництво — 8,2 %.